# Monte Huggins
Monte Huggins (in inglese Mount Huggins) è una montagna della catena Royal Society nella terra della regina Victoria in Antartide. Localizzata ad una latitudine di 78° 17' S e ad una longitudine di 162° 29' E nei pressi del monte Rücker, raggiunge i 3 735 metri.
È stata scoperta durante la spedizione Discovery (1901-04) sotto il comando di Robert Falcon Scott ed intitolata ad William Huggins, presidente della Royal Society negli anni 1900 e 1905.